# NGC 5155
NGC 5155 este o roi deschis situată în constelația Centaurul. A fost descoperită în 16 iunie 1835 de către John Herschel.